# Czébely Csaba
Czébely Csaba (Beregszász, 1975. december 3.) a Pokolgép, a Wisdom, a Helland és a Philadelphia együttesek korábbi dobosa.

## Életrajza
Ukrajnában zenei főiskolát végzett, a dobolás mellett zongorázik és trombitán is játszik. 1999 őszén jött Magyarországra, első magyarországi együttese a Philadelphia volt. 2004-től egy éven át a Wisdomban játszott, majd 2006-tól 2010-ig a Pokolgép együttes dobosa volt. Jelenleg Keresztes Ildikó zenekarában játszik, emellett 2019 decemberétől a B52 tagja.

## Diszkográfia

### Philadelphia
- Egy másik világ (2004)
- Őrült Játék ( 2005)

### Wisdom
- Wisdom (2004) – EP

### Pokolgép
- Oblatio (2006) – unplugged
- Pokoli mesék (2007)
- Újratöltve (2010) – koncert

### Helland
- Hellness (2014)